# Hans Reese
Hans Heinrich Reese (17 septembre 1891 – 23 juin 1973) était un médecin allemand, naturalisé américain, et membre de l’école de médecine de l’université du Wisconsin-Madison.

## Jeunesse
Hans Reese naît à Kiel en province du Schleswig-Holstein le 17 septembre 1891. Il fut étudiant à l’université de Kiel à partir de 1911. Durant ses premières années, il s’intéressa au sport et devint un footballeur accompli, participant aux Jeux olympiques de 1912.
En 1917, Hans Reese obtint le diplôme de docteur en médecine. Immédiatement après, il fut enrôlé dans le corps médical de la marine allemande, officiant comme chirurgien durant la Première Guerre mondiale, en 1917 et 1918.
Après la guerre, il acheva sa formation à l’université de Hambourg, en médecine interne, pathologie et neuropsychiatrie, à la suite de quoi il décida de se spécialiser en neurologie.

## Carrière
Hans Reese fut recruté par l’université du Wisconsin-Madison par le docteur William Lorenz en 1924. L’institut de psychiatrie de Wisconsin et le département de neuropsychiatrie de l’école de médecine affiliée étaient alors formés de Lorenz, Reese et William Bleckwenn.
Hans Reese s’intéressa particulièrement à la neurosyphilis, responsable dans les années 1920 et 1930 de plus de dix pour cent des maladies psychiatriques. Il manquait à l’époque d’un traitement antibiotique efficace, si bien que des traitements peu conventionnels, comme l’infection volontaire des patients par la malaria afin de susciter de la fièvre. Ce traitement découlait d’observations empiriques sur l’effet positif de la fièvre sur la syphilis. Reese collabora avec différents praticiens sur cette approche, mise au point par Julius Wagner-Jauregg et connue sous le nom de malariathérapie. Ses collègues Lorenz et Bleckwenn s’intéressèrent également à la neurosyphilis ; en tant qu’éminent neurologue, Reese assura l’évaluation des effets secondaires sur le système nerveux de traitements contre la syphilis. Les trois médecins publièrent plus d’une centaine d’articles de recherche sur la neurosyphilis ; en particulier, ils développèrent et affinèrent une alternative à la méthode Wagner-Jauregg, à base de tryparsamide (it). Jusqu’à l’arrivée de la pénicilline dans les années 1940, ce fut probablement le traitement le plus efficace.
Parmi les autres sujets d’étude de Reese figuraient la sclérose en plaques, la porphyrie, la schizophrénie, les myopathies inflammatoires idiopathiques et les myosites.
Après le départ de Bleckwenn en 1954, les avis de Reese étaient très recherchés à l’université du Wisconsin. En 1955, le nouveau doyen, John Zimmerman Bowers, réforma l’organisation de l’école de médecine, remplaçant les directeurs de départements par des praticiens externes, estimant que le manque d’ouverture avait fini par jouer contre la qualité de l’organisme. Dans cette optique, Reese fut évincé de son poste de directeur du département de neuropsychiatrie en 1956. Peu de temps après, il fit un infarctus du myocarde. Il put s’en remettre et continuer sa carrière académique à Wisconsin jusqu’à la fin de sa carrière.
Hans Reese mourut d’un nouvel infarctus du myocarde le 23 juin 1973, à 81 ans. Il fut enterré à Madison, et laissant sa femme Theresa et sa fille Sybil.

## Publications
Liste non exhaustive :
- H. H. Reese, Critique of theories concerning the etiology of multiple sclerosis. Res Publ Assoc Res Nerv Ment Dis 1950; 28: 47-58.
- H. H. Reese, Diagnosis and treatment of multiple sclerosis. Postgrad Med 1949; 6: 127-131.
- H. H. Reese, Skin lesions and central nervous system diseases. Postgrad Med 1951; 10: 230-236.
- H. H. Reese, Trends in etiologic researches of multiple sclerosis. Am J Med 1952; 12: 572.
- H. A. Peters, H. H. Reese, Sodium succinate therapy in multiple sclerosis and other neurological disorders. Dis Nerv Syst 1954; 15: 76-80.
- H. H. Reese, Pictorial creations of psychiatric patients; a means of diagnosis and therapy. Wis Med J 1954; 53: 397-400.
- H. A. Peters, S. Woods, P. L. Eichman, H. H. Reese, The treatment of acute porphyria with chelating agents: a report of 21 cases. Ann Intern Med 1957; 47: 889-899.
- I Goto, H. A. Peters, H. H. Reese, Pyruvic and lactic acid metabolism in muscular dystrophy, neuropathies and other neuromuscular disorders. Am J Med Sci 1967; 253: 431-448.
- I Goto, H. A. Peters, H. H. Reese, Creatine phosphokinase in neuromuscular disease: patients and families. Arch Neurol 1967; 16: 529-535.
- H. A. Peters, Opitz JM, Goto I, H. H. Reese, The benign proximal spinal progressive muscular atrophies. Acta Neurol Scand 1968; 44: 542-560.